# کارآگاه نایت: رستگاری
کارآگاه نایت: رستگاری (به انگلیسی: Detective Knight: Redemption) یک فیلم اکشن و دلهره‌آور آمریکایی محصول سال ۲۰۲۲ به کارگردانی ادوارد جان دریک با بازی بروس ویلیس، وین گرتسکی و لاکلین مونرو است. همچنین دنباله‌ای بر فیلم کارآگاه نایت: سرکش محسوب می‌شود.
این فیلم قرار است در ۹ دسامبر ۲۰۲۲ از طریق ویدئو به‌درخواست منتشر شود.